# Michael Schrader
Michael Schrader (Duisburg, 1º luglio 1987) è un multiplista tedesco.

## Palmarès
| Anno | Manifestazione    | Sede     | Evento    | Risultato | Prestazione | Note                          |
| ---- | ----------------- | -------- | --------- | --------- | ----------- | ----------------------------- |
| 2006 | Mondiali juniores | Pechino  | Decathlon | dnf       | dnf         |                               |
| 2007 | Europei under 23  | Debrecen | Decathlon | 6º        | 7709 p.     |                               |
| 2008 | Giochi olimpici   | Pechino  | Decathlon | 10º       | 8194 p.     |                               |
| 2013 | Mondiali          | Mosca    | Decathlon | Argento   | 8670 p.     | Miglior prestazione personale |
| 2015 | Mondiali          | Pechino  | Decathlon | 7º        | 8418 p.     |                               |